# Eratoneura unca
Eratoneura unca är en insektsart som först beskrevs av Knull 1954.  Eratoneura unca ingår i släktet Eratoneura och familjen dvärgstritar. Inga underarter finns listade i Catalogue of Life.